# بطولة أوروبا لكرة الطائرة للرجال 1989
بطولة أوروبا لكرة الطائرة للرجال 1989 (بالسويدية: Europamästerskapet i volleyboll för herrar 1989)‏ هو الموسم 16 من  بطولة أمم أوروبا للكرة الطائرة للرجال. أشرف على تنظيمه الاتحاد الأوروبي للكرة الطائرة، وكان عدد الأندية المشاركة فيه  12، وفاز فيه منتخب إيطاليا لكرة الطائرة.